# Reaktivna dušikova spojina
Reaktívne dušíkove spojine ali reaktívne dušíkove zvrstí (angleško reactive nitrogen species, RNS) so visoko reaktivni prosti radikali, ki vsebujejo dušikove ione ali perokside. Imajo pomembno vlogo pri uravnavanju tonusa krvnih žil in adhezije krvnih ploščic, v makrofagih pa so pomembno protimikrobno sredstvo.
Z biološkega vidika sta pomembni predvsem naslednji dve spojini:
- dušikov oksid (NO•),
- peroksinitrit (OONO—).

## Nastanek
Dušikov radikal nastaja v višjih organizmih preko oksidacije enega od končnih (terminalnih) dušikovih atomov v gvanidinski skupini arginina. Proces katalizira encim dušikov oksid sintaza (NO sintaza). Glede na mikrookolje je lahko radikal pretvorjen v različne druge reaktivne dušikove spojine, kot so nitrozilov kation (NO+), nitroksidni anion (NO-) ali peroksinitrit (OONO-).
Encim NO sintaza nastopa v treh izoformah, in sicer kot nevronska NOS (nNOS ali tip I), inducirana NOS (iNOS ali tip II) ali kot endotelijska NOS (eNOS ali tip III). Izoforme nNOS in eNOS se izražajo konstantno, tj. normalno, njihovo aktivnost pa uravnavajo znotrajcelične koncentracije kalcijevih ionov (Ca2+). Izoforma iNOS se izraža v makrofagih po stimulaciji preko citokinov, lipopolisaharidov in drugih imunološko pomembnih dejavnikov. Hitrost sinteze med drugim določata količini arginina in tetrahidrobiopterina (BH4), kofaktorja NO sintaze.
Drugi pomembna reaktivna dušikova spojina nastane preko reakcije med dušikovim oksidom in superoksidom (O2•-):
{\displaystyle {\text{O}}_{2}^{\cdot -}+{\text{NO}}^{\cdot }\longrightarrow {\text{ONOO}}^{-}.}

## Funkcije
Najpomembnejši funkciji dušikovega oksida sta nadzor tonusa krvnih žil, pri čemer deluje kot vazodilatator (tj. širi krvne žile), ter nadzor adhezije krvnih ploščic oz. trombocitov. Na molekularnem nivoju NO deluje na encim gvanilat ciklazo, ki pretvori gvanozin trifosfat (GTP) v ciklični GMP (cGMP). Le-ta je sekundarni obveščevalec, ki modulira funkcije protein kinaz, fosfodiesteraz, ionskih kanalčkov in drugih fiziološko pomembnih tarč.
Peroksinitrit ima predvsem protimikrobni učinek in je pomembno sredstvo makrofagov za uničenje mikrobov. Peroksinitrit povzroči lipidno peroksidacijo, oksidacijo in nitracijo različnih beljakovin in inaktivacijo encimov, kar vodi do nekroze celice. Po drugi strani lahko sproži apoptozo tarčne celice preko aktiviranja iniciatorskih kaspaz ter povečanja prepustnosti (permeabilnosti) zunanje mitohondrijske membrane, skozi katero prehajajo proapoptotski dejavniki (npr. citokrom c).
V rastlinah nastajajo reaktivne dušikove spojine kot stranski produkt aerobne presnove oz. metabolizma.